# Município de Rush (condado de Scioto, Ohio)
O município de Rush (em inglês: Rush Township) é um município localizado no condado de Scioto no estado estadounidense de Ohio. No ano de 2010 tinha uma população de 3.171 habitantes e uma densidade populacional de 51,34 pessoas por km².

## Geografia
O município de Rush encontra-se localizado nas coordenadas 38° 50′ 24″ N, 83° 02′ 52″ O. Segundo a Departamento do Censo dos Estados Unidos, o município tem uma superfície total de 61.76 km², da qual 60,59 km² correspondem a terra firme e (1,9 %) 1,17 km² é água.

## Demografia
Segundo o censo de 2010, tinha 3.171 habitantes residindo no município de Rush. A densidade populacional era de 51,34 hab./km². Dos 3.171 habitantes, o município de Rush estava composto pelo 98,11 % brancos, o 0,13 % eram afroamericanos, o 0,35 % eram amerindios, o 0,19 % eram asiáticos, o 0,06 % eram de outras raças e o 1,17 % eram de uma mistura de raças. Do total da população o 0,28 % eram hispanos ou latinos de qualquer raça.